# Sabugueiro (Seia)
Sabugueiro is een plaats (freguesia) in de Portugese gemeente Seia en telt 570 inwoners (2001).